# پپ آمادو دیالو
پپ آمادو دیالو (انگلیسی: Pape Amadou Diallo؛ زادهٔ ۲۵ ژوئن ۲۰۰۴) بازیکن فوتبال اهل سنگال است.
وی همچنین در تیم ملی فوتبال سنگال بازی کرده است.